# Bematech
A Bematech é uma empresa brasileira, provedora de soluções completas de automação comercial.
Seu modelo de negócios está fundamentado no conceito one-stop-shop, oferecendo uma plataforma integrada, composta por hardware, software, serviços e capacitação. Possui dez filiais no Brasil e subsidiárias nos EUA, Alemanha, Taiwan e Argentina e conta com mais de mil colaboradores.

## Origem
A Bematech nasceu nas salas de aula da pós-graduação em informática industrial, no CEFET-PR - Centro Federal de Educação Tecnológica do Paraná (atual Universidade Tecnológica Federal do Paraná). No curso, Marcel Malczewski conheceu Wolney Edirley Gonçalves Betiol, com quem desenvolveu, como dissertação de mestrado, uma proposta de sistema de impressão para telex. O tema, inicialmente uma exigência da banca, era na verdade uma oportunidade e eles decidiram partir para a produção.
Em dezembro de 1989, o projeto foi aceito como o primeiro empreendimento da recém-fundada Incubadora Tecnológica de Curitiba (INTEC). No ano seguinte, foi constituída a Bematech, empresa especializada no mercado de impressoras matriciais que explorava o segmento de máquinas Telex.

## Expansão
Em 1991, os empreendedores recorreram à iniciativa privada para captar recursos financeiros, admitindo seis novos sócios. Em setembro daquele mesmo ano, a BEMATEC Ltda foi transformada em Bematech Indústria e Comércio de Equipamentos Eletrônicos S/A. Dois anos e quatro meses depois de iniciado o período de incubação, a empresa deixou a INTEC para ocupar um espaço próprio.
De lá pra cá, a companhia sempre buscou a diversificação antecipou a tendência de mercado e desenvolveu novos produtos e linhas complementares.
A partir de 2006, a Bematech fez aquisições no setor de software e serviços, como a Gemco Creative Software, MisterChef Sistemas, GSR7, Rentech, CMNet, Unum entre outras, com o objetivo de se tornar um provedor de soluções completas em automação comercial no mercado nacional.

## Abertura de Capital
Em 19 de abril de 2007, a Bematech abriu seu capital e entrou para o Novo Mercado da B3, o nível mais elevado em termos de governança corporativa. Com a oferta primária de ações, foram levantados cerca de R$ 270 milhões, além da venda de cerca de R$ 130 milhões em oferta secundária.
Em dezembro de 2008 a Bematech adquiriu 51% do controle da CMNet Soluções, empresa líder do segmento de software para hotelaria e atualmente absorveu 100% da empresa.

## Aquisições
Em 14 de agosto de 2015 a multinacional brasileira de software TOTVS anunciou a compra de 100% das ações comerciais da Bematech, tornando-se proprietária da mesma e sua subsidiária nos Estados Unidos, Logic Controls.
Em 8 de maio de 2019, a TOTVS vendeu a divisão de hardware da Bematech para a Elgin por R$ 25 milhões, mesma divisão que havia pago R$ 500 Milhões.